# Властеличићи
Властеличићи су били ниже племство у средњовековној Србији и Босни. То је деминутив од речи властел (Теодор Тарановски), дословно "син малога властелина" (Константин Јиречек).

## Значење
Властеличић је реч претежно службених докумената. Не налази се у животописима српских владара, а изоставља се и у неким каснијим преписима Душановог законика. Реч "властеличић" први пут се јавља у повељи краља Драгутина (мшост створи краљевство ми властеличићима дубровачким). Ту се односи на дубровачке трговце. Дакле, реч је потекла из канцеларије Немањића. Михаило Динић је доказао да се исти израз користи понекад и за властелу и за пучане. Понекад се изједначава властела и властеличићи. Пуљка Болкачевића из Драчевице цар Душан Силни у размаку од пет дана у писмима упућеним Дубровчанима назива и властелином и властеличићем.

## Положај властеличића
Као друштвени слој, властеличиће је установио Душанов законик. Према Законику, властеличићи се налазе између велике властеле и себара. Подела друштва на велику властелу, средње људе и себре, из доба краља Милутина, потврђена је 152. чланом Душановог законика. Правни положај властеличића не разликује се од правног положаја властеле (чланови 39, 55, 75, 142, 144 и 173. Душановог законика). Законодавац за исте преступе предвиђа исте казне. Изузетак је 50. члан Законика: Властелин који опсује и осрамоти властеличића да плати 100 перпера, и властеличић, ако опсује властелина, да плати 100 перпера и да се бије штаповима.
И властеличићима, као и властели, цар даје на управу земље и градове, као и баштинске исправе. Властеличићи су поседовали села. Манастиру Светих Арханђела код Призрена Душан је приложио властеличића Новака Пецију, заједно са дворовима, виноградима, њивама и млиновима. Истом манастиру је своје баштинско село приложио Душанов властеличић Никола Утоличић. Властеличићу Иванку Пробиштитовићу Душан је у Баштину потврдио људе и земље купљене у Штипу и околини, укључујући и цркву коју је Иванко подигао. Властеличића Вукшу, цар Урош је послао у Свети Срђ, да штити дубровачке трговце.
У држави Немањића властеличићи су потицали из друштвеног слоја војника (Житије Светог Симеона од Стефана Немањића), односно малих бољара (Житије Светог Симеона од Саве Немањића). Као властеличиће, Душанов законик поред Срба региструје и Грке и Сасе. Назив властеличић проширио се и на западне крајеве. Од крунисања Твртка I за краља, он се усталио и одомаћио у средњовековној Босни, а преко Босне доспео у Пољички статут. Друштвену подлогу властеле и властеличића у средњовековној Босни чинили су баштићи и дедићи, односно сви слободни људи на својој земљи.